# Вен, Герман ван
Герман ван Вен (нидерл. Herman van Veen, 14 марта 1945 года, Утрехт, Нидерланды) — нидерландский писатель, поэт, композитор, скрипач, автор и исполнитель собственных песен, художник, общественный активист.

## Краткая биография
Родился 14 марта 1945 года в Утрехте в семье рабочего. О его семье имеются весьма противоречивые сведения. Так, в одних источниках[каких?] указано, что Герман был единственным ребёнком в семье. Другие авторы упоминают о двух его сестрах.

### Музыка
Получил классическое музыкальное образование в Консерватории Утрехта (Utrecht Conservatory), где обучался по классу скрипки.
Сценический дебют Германа состоялся в 1965 году. Его первая сольная программа — «Арлекин» (Harlekijn) — состояла не только из сольных музыкальных номеров, но и из комических скетчей, демонстрировавших актёрский талант исполнителя.
В репертуаре ван Вена песни на 4 языках. Помимо оригинальных песен, он исполняет кавер-версии известных произведений, например, «Guigui» (Мишеля Жоназа), «Suzanne» (Леонарда Коэна), «Your Song» (Элтона Джона), «Liefde van later» (версия песни Жака Бреля «La Chanson des vieux amants» на нидерландском языке), «Kraanvogels» (версия песни Марка Бернеса «Журавли» на нидерландском языке).
Творческое наследие Германа ван Вена чрезвычайно велико. На данный момент вышло около 175 его музыкальных альбомов и 21 DVD-диск.

### Кино, театр и телевидение
Ван Вен выступил в качестве автора сценария, режиссёра и актера в двух художественных фильмах «Uit Elkaar» (1979) и «Nachtvlinder» (1999), а также в нескольких телесериалах. Он участвует в озвучивании многих фильмов, например, его голосом говорят Professor Paljas, Krabnagel de Kater и Johan Sebastiaan Kwak, герои японского мультфильма по книге «Alfred J. Kwak».
Для музыкального театра Герман ван Вен создал пьесы «Jukebox», «De Kamerrevue», «Lune», «The First Lady» (вместе с Лори Спе), «Chanson de Danie’l», «Mata Hari», «Windekind» и «Een dag in september».
Абстрактные монохромные художественные работы Германа ван Вена можно увидеть во многих европейских музеях и галереях.

### Признание
За свою 45-летнюю творческую деятельность Герман ван Вен был удостоен множества наград, среди которых «Золотая камера» (1991) за «Приключения Альфреда Квака», «Серебряный Медведь» Берлинского кинофестиваля, восемь «Эдисонов» (нидерландский эквивалент «Грэмми»). В феврале 2008 года в Нидерландах была выпущена почтовая марка с изображением певца.

### Семья и личная жизнь
Герман ван Вен был женат на нидерландской актрисе Марлус Флёйтсме, в браке с которой родилось двое детей. Дочь Германа — Бабетт ван Вен (родилась 30 апреля 1968 года) — актриса и певица.
Поддерживает политическую партию Зелёные левые.

## Дискография

### 1960-е
1968 — Herman van Veen I1
1969 — Herman van Veen II

### 1970-е
1970 — Morgen
1970 — Voor een verre prinses
1971 — Goed voor een glimlach
1971 — Carré Amsterdam I
1972 — Bloesem
1973 — Alles
1973 — Suzanne
1973 — Zo leren kijken (Carré II)
1973 — Ich hab' ein zärtliches Gefühl
1974 — En nooit weerom
1974 — Inzwischen alles Gute
1975 — Elckerlijc/Mariken van Nieumeghen
1975 — Wunder was
1975 — 10 jaar Herman van Veen
1976 — Jukebox
1976 — Amsterdam Carré III
1977 — An eine ferne Prinzessin
1977 — Overblijven
1977 — Unter uns
1977 — Die seltsamen Abenteuer des Herman van Veen I
1977 — Die seltsamen Abenteuer des Herman van Veen II
1977 — Het beste van Herman van Veen
1978 — Zugabe, die Lieder
1978 — Alfred J. Kwak
1978 — Op handen
1979 — De wonderlijke avonturen van Herman van Veen
1979 — Een voorstelling (Carré IV)
1979 — Uit elkaar
1979 — Kerstliederen
1979 — Liederbuch
1979 — Die seltsamen Abenteuer des Herman van Veen
1979 — Elf Lieder

### 1980-е
1980 — Herman en de zes
1980 — Toegift — Antwerpen
1980 — Fourteen songs
1980 — Brons
1980 — Heute Abend
1980 — Weihnachtslieder
1981 — Kraanvogels
1981 — Die Anziehungskraft der Erde
1981 — Iets van een clown
1982 — Herz
1982 — Herman van Veen voor kinderen
1982 — Solange der Vorrat reicht
1982 — In moment bewogen
1982 — Zolang de voorraad strekt
1983 — On Broadway
1983 — Zolang de voorraad strekt (incl. De bom valt nooit)
1983 — Herman van Veen (DDR-Amiga)
1984 — Signale
1984 — Ciske de Rat
1984 — Signalen
1984 — Het een en ander
1984 — Weet je nog
1984 — Weg da, weg da
1984 — Und er geht und er singt
1985 — Die Musikfabel von der Ente Quak
1985 — Auf dem Weg zu dir
1985 — De wisselaars
1985 — Die Ente Quak
1985 — Herman van Veen chante en V.F.
1986 — Herman van Veen
1986 — Anne
1986 — Ein Holländer (Live in Wien)
1987 — Anne
1987 — De zaal is er (Carré V)
1987 — In vogelvlucht
1987 — De muziekfabel van Alfred Jodocus Kwak (Theatervoorstelling Antwerpen)
1987 — Auf dem Weg zu dir (DDR-Amiga)
1988 — Die erste Zwei
1988 — Pol (samen met Erik van der Wurff)
1988 — Bis hierher und weiter
1988 — Het verhaal van de clowns
1989 — Rode wangen
1989 — Blaue Flecken

### 1990-е
1990 — Blauwe plekken
1990 — Des bleus partout
1990 — Alfred J. Kwak: Goedemorgen (deel 1)
1990 — Alfred J. Kwak: Guten Morgen (1)
1990 — Rote Wangen
1990 — A souvenir
1991 — Carré 6
1991 — In vogelvlucht 2
1991 — Alfred J. Kwak: Spetter Pieter Pater (deel 2)
1992 — Die seltsame Geschichte der Clowns
1992 — Alfred J. Kwak: Plätscher Plitscher Feder (2)
1992 — Das Beste von Herman van Veen
1992 — You take my breath away
1993 — Ja
1993 — The collection
1993 — Voor wie anders
1994 — Live — Grand Hotel Deutschland
1994 — My cat and I
1994 — Stille nacht
1995 — Zwei Reisende
1995 — Meisterstücke
1995 — Weihnachten mit Herman van Veen & Ton Koopman
1996 — Sarah
1996 — Live — Bitte nicht stören
1996 — «De voetbalsupporter»
1997 — Du bist die Ruh'
1997 — 'n Teer gevoel
1997 — Nachbar
1997 — Alles in de wind
1998 — Vorstellung 999 'Nachbar Tour'
1998 — Nu en dan — 4 cd box
1998 — Nu en dan
1998 — In echt
1998 — Colombine en de stemmendief
1999 — Nachtvlinder
1999 — Je zoenen zijn zoeter
1999 — Deine Küsse sind süßer

### 2000-е
2000 — Tes bisous sont plus doux
2000 — So this is my baby
2000 — Your kisses are sweeter
2000 — Alle liedjes van de beer gaan over honing
2000 — Er was eens…
2001 — Carré 2000
2001 — Was ich dir singen wollte
2001 — Er was eens… (nieuwe uitgave)
2002 — Andere namen
2002 — Was ich dir singen wollte — Live
2002 — Andere namen (met bonustrack: De ogen van mijn moeder)
2002 — Für Elise
2003 — Chapeau — le very best en V.F.
2003 — Das Beste von Herman van Veen — Unter einem Hut
2003 — Für Elise
2003 — Alfred J. Kwak — Verboden te lachen
2003 — 4 Herbstlieder
2004 — Het beste van Herman van Veen
2004 — Alfred J. Kwak — Verboden te lachen
2004 — Alfred J. Kwak — Afspraak is afspraak
2004 — Alfred J. Kwak — Lachen verboten
2004 — Alfred J. Kwak — Abgemacht ist abgemacht
2005 — Hut ab!
2005 — Vaders
2006 — Ente gut, alles gut
2006 — Sprakeloos — Vir die naamlose vrou
2006 — Woorden op mijn zang
2007 — Chapeau
2007 — Lieber Himmel — Höchstpersönliches
2007 — Lieber Himmel
2007 — Nederlanders
2008 — Herman van Veen singt und erzählt Die Ente Kwak
2008 — Du, weiβt du…
2008 — Das Geheimnis von Theofilius
2008 — Pomm, Pomm, Pomm, ein Eisbär kriegt kein Eis mehr
2009 — Uit de tijd gekomen — Herman van Veen zingt Willem Wilmink
2009 — Do, die Delfinin
2009 — Alfred Jodocus Kwak — Und sie lebten noch lange …
2009 — Im Augenblick
2009 — Herman van Veen — Top 100
2009 — Einige Gedichte
2009 — Sommige gedichten
2009 — 2 for 1 — Vol 1: Ich hab' ein zärtliches Gefühl | Wunder was
2009 — 2 for 1 — Vol 2: An eine ferne Prinzessin | Unter uns
2009 — 2 for 1 — Vol 3: Die Anziehungskraft der Erde | Elf Lieder
2009 — 2 for 1 — Vol 4: Signale | Solange der Vorrat reicht
2009 — 2 for 1 — Vol 5: Anne | Blaue Flecken
2009 — 2 for 1 — Vol 6: Auf dem weg zu Dir | Zwei Reisende
2009 — 2 for 1 — Vol 7: Ja | Nachbar
2009 — 2 for 1 — Vol 8: Deine Küsse sind süßer | Was ich dir singen wollte
2009 — 2 for 1 — Vol 9: Hut ab! | Und er geht und er singt
2009 — 2 for 1 — Vol 10: Rote Wangen | Weihnachtslieder
2009 — 2 for 1 — Vol 11: Die seltsamen Abenteuer des Herman van Veen | Liederbuch
2009 — 2 for 1 — Vol 12: Alfred J. Kwak: Guten Morgen | Die Musikfabel von der Ente Kwak
2009 — 2 for 1 — Vol 13: Inzwischen alles Gute | Zugabe
2009 — 2 for 1 — Vol 14: Heute Abend I & II
2009 — 2 for 1 — Vol 15: Bis hierher und weiter | Ein Holländer (Live in Wien)
2009 — 2 for 1 — Vol 16: Herz I & II